# Трой Макінтош
Трой Макінтош (англ. Troy McIntosh; нар. 29 березня 1973) — багамський легкоатлет, який спеціалізувався в бігу на короткі дистанції.

## Спортивні досягнення
Бронзовий олімпійський призер з естафетного бігу 4×400 метрів (2000). Фіналіст (7-е місце) з естафетного бігу 4×400 метрів на Олімпіаді-1996. На Олімпіадах 1996 та 2000 років також брав участь у змаганнях з бігу на 400 метрів, проте щоразу зупинявся на стадії попереднього забігу.
Чемпіон світу з естафетного бігу 4×400 метрів (2001). Срібний призер чемпіонату світу з естафетного бігу 4×400 метрів (2005, виступав у забігу). Фіналіст (6-е місце) змагань з естафетного бігу 4×400 метрів на чемпіонаті світу (1999).
Фіналіст чемпіонатів світу в приміщенні з бігу на 400 метрів (4-е місце, 1999) та з естафетного бігу 4×400 метрів (5-е місце, 2004, виступав у забігу).
Срібний призер з естафетного бігу 4×400 метрів на Кубку світу (1998). Бронзовий призер з бігу на 400 метрів на Кубку світу (1998).
Фіналіст Панамериканських ігор з бігу на 400 метрів (6-е місце, 1999) та з естафетного бігу 4×100 метрів (7-е місце, 2007).
Бронзовий призер Ігор Співдружності з естафетного бігу 4×400 метрів (2002).
Чемпіон Багамських Островів з бігу на 400 метрів (1998).